# Wędrzyn
Wędrzyn [ˈvɛndʐɨn] (deutsch Wandern) ist ein Dorf in der Gmina Sulęcin, in der polnischen Woiwodschaft Lebus. Es liegt 6 km östlich von Sulęcin (Sulęcin), 34 km südlich von Gorzów Wielkopolski und 59 km nördlich von Zielona Góra.
Im Jahre 2021 hatte der Ort 1055 Einwohner.

## Geschichte
Vor der Wende hatte die Rote Armee nicht weit von Wędrzyn ihre Militärbasis.